# Umhverfisstofnun

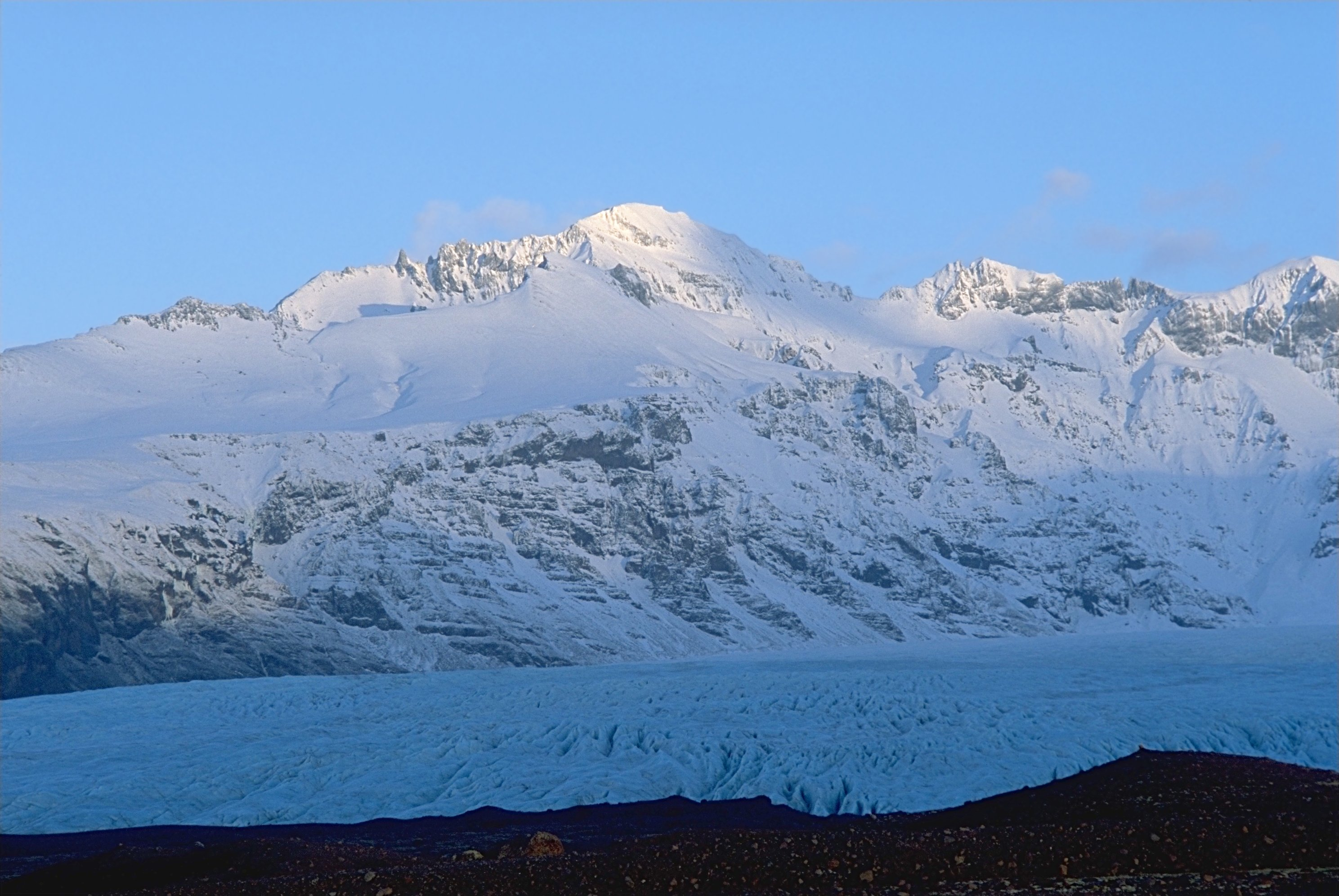
Morgenstimmung auf dem Öraefajökull (im Vatnajökull, Teil des Skaftafell-Nationalparks) auf Island.

Umhverfisstofnun (dt. Isländische Umweltagentur, engl. The Environment Agency of Iceland) ist die Isländische Staatliche Umwelt- und Naturschutzbehörde.

## Arbeit
Umhverfisstofnun verwaltet viele Schutzgebiete auf Island (Nationalparks, Naturparks, Naturschutzgebiete und Biosphärenreservate). Die Organisation ist in fünf Departments gegliedert:
- Department for Chemicals, Inspection and Wildlife Management
- Department for Climate and Green Communities
- Department for Designation of Nature Protection Areas and Pollution Permits
- Department for Nature Conservation, Ocean and Water
- Department for Service and Finance

## Schutzgebiete
Von UST werden folgende Schutzgebiete verwaltet:

### Nationalparks
- Snæfellsjökull-Nationalpark

### Naturparks
- Álfaborg, Borgarfjörður eystri, Norður-Múlasýsla
- Ástjörn and Ásfjall
- Bláfjöll
- Böggvistaðafjall, Dalvík
- Hrútey, Blanda, Austur-Húnavatnssýsla
- Hólmanes
- Hlið, Bessastaðahreppi
- Kasthúsatjörn og aðliggjandi fjara, Álftanesi
- Neskaupstaður
- Ósland, Austur-Skaftafellssýslu
- Rauðhólar, Reykjavík
- Reykjanesfólkvangur
- Spákonufellshöfði, Austur-Húnavatnssýsla